# Double Vision (Prince Royce)
Double Vision è il quarto album in studio del cantante statunitense Prince Royce, pubblicato nel 2015.

## Tracce
Edizione Standard
1. Stuck on a Feeling (featuring Snoop Dogg) – 3:30
2. Handcuffs – 3:41
3. Back It Up (featuring Jennifer Lopez & Pitbull) – 3:20
4. Lucky One – 3:57
5. Double Vision (featuring Tyga) – 3:35
6. Lie to Me – 2:46
7. Dangerous (featuring Kid Ink) – 3:50
8. Extraordinary – 3:24
9. Seal It With a Kiss – 3:36
10. There for You – 3:44
11. Paris on a Sunny Day – 5:07
12. Chemical – 3:34

Edizione Deluxe (Tracce Bonus)
1. Lay You Down – 3:26
2. With You – 3:14
3. Getaway – 3:26
4. End of My World – 3:41